# Tomàquet meta de cabra
La varietat tomàquet meta de cabra de nom científic Lycopersicon esculentum Mill., és una varietat de tomata llarga, amb poca llavor, gustós i de pell fina, té molta polpa, ideal per a fer en conserva o per assecar. Resisteix bé els primers freds. La planta té un gran desenvolupament vegetatiu, tot i que té una aparença permanent d'estar pansida. És semblant al tomàquet Benissili (un xic més ample) o al tomàquet pebrot (un xic més petit i vermell) conegut també com a tomàquet nas de bruixa, tomàquet de conserva, tomàquet llarg, etc. Està inclosa en el Catàleg de les varietats locals d'interès agrari de Catalunya amb el número d'inscripció CAT015CVL. A les comarques del Vallès Oriental, del Vallès Occidental, d'Osona, del Bages, del Berguedà, de l'Alt Penedès i del Maresme hi ha tradició del seu cultiu.

## Característiques agronòmiques
Resisteix bé els primers freds. Té un gran desenvolupament vegetatiu i de cicle llarg (90 dies).